# Passage Stefan Wiechecki à Varsovie
```

```

Le Passage Stefana Wiechecki (Pasaż Stefana Wiecheckiego), communément appelé passage Wiecha, anciennement passage Śródmiejski (« passage du centre-ville ») est une voie de communication piétonne et commerçante située dans le centre-ville de Varsovie, allant de la rue Widok à la rue Sienkiewicz (pl).

## Histoire
Le passage a été construit entre 1963 et 1969 dans le cadre du complexe du mur oriental. À l'origine, il s'appelait le passage Śródmiejski , nom qui lui a été donné par une résolution du conseil populaire de Varsovie (pl) du 29 janvier 1970. Le nom actuel, donné par une résolution du conseil de la ville de Varsovie (pl) du 7 avril 1997, rend hommage à Stefan Wiechecki (pl), dit « Wiecha », un écrivain en prose, publiciste et satiriste associé à Varsovie.
Le passage est parallèle à la rue Marszałkowska, séparé de celle-ci par les bâtiments des grands magasins « Centrum », et était destiné à offrir aux usagers un peu de répit face au trafic routier et à être un espace convivial pour les résidents. Il s'inspire de la galerie marchande Lijnbaan de Rotterdam, construite en 1953. L'espace entre les bâtiments modernes des grands magasins et les bâtiments d'avant-guerre à l'arrière de la rue Marszałkowska était pourvu d'une pergola et de petits éléments architecturaux, tels que des parterres de fleurs en briques, des bancs, des auvents et des vitrines, conçus par Barbara Kaliszewska.
En octobre 1970, le cinéma Relax (pl) est inauguré au sein du passage.
En 2006, la reconstruction du passage a été achevée selon le projet de Dariusz Hyc et Henryk Łaguna. Les petits éléments architecturaux ont été supprimés, remplacés par une surface en granit lisse, neuf poteaux d'éclairage de 19 mètres de hauteur, et des treillis pour plantes grimpantes sur les façades. Le passage reconstruit a perdu son caractère intime et est devenu un espace moins convivial pour les usagers.
En 2015, la place adjacente au passage du côté est (entre les rues rue Chmielna (pl) et Widok) a été nommée place Janusz Grabiański.